# هيكل الدراجة الهوائية

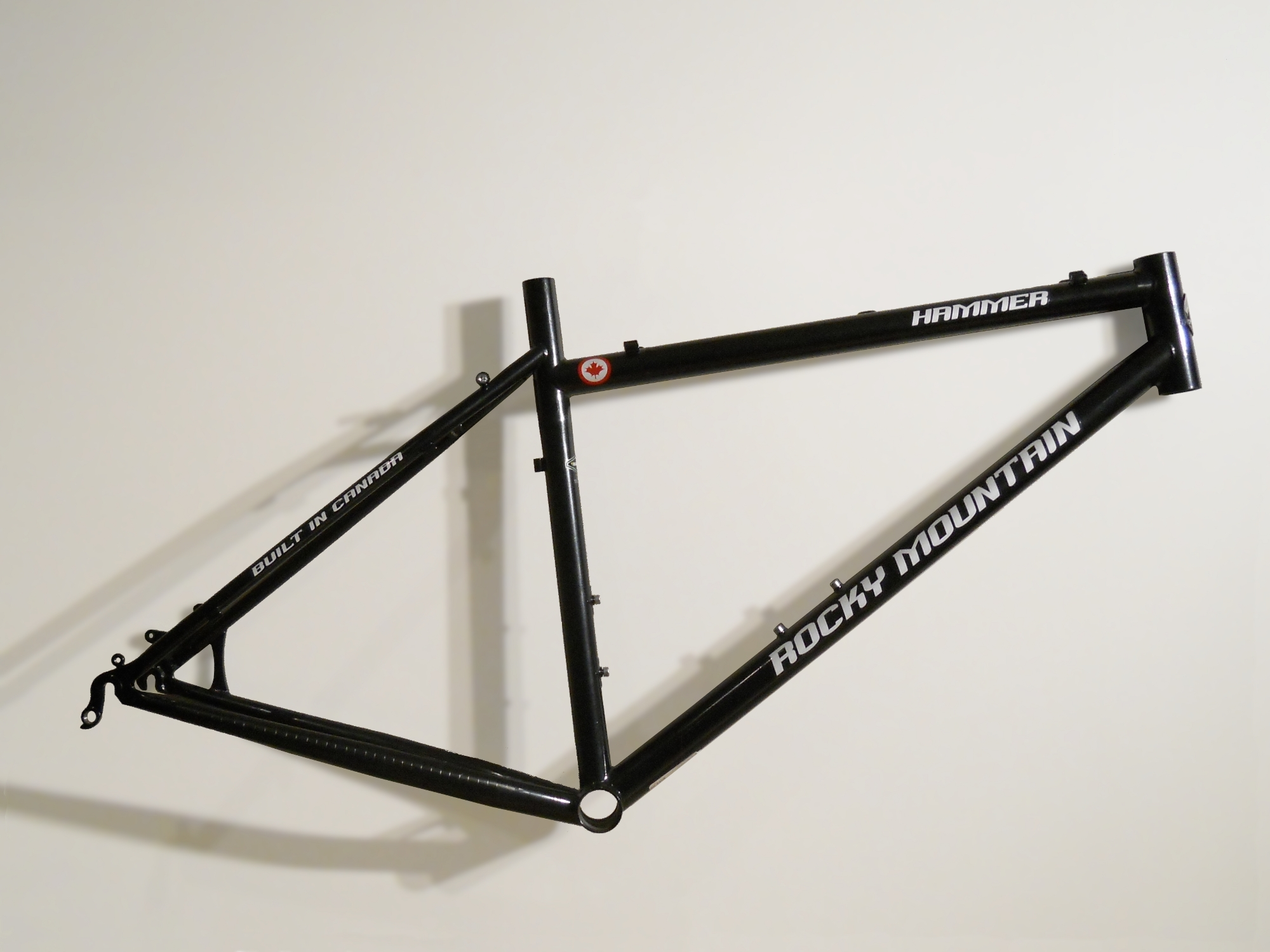
هيكل دراجة هوائية

هيكل الدراجة الهوائية هو المكوّن الرئيسي في الدراجة الهوائية، والذي تثبّت عليه الإطارات وبقيّة المكوّنات الأخرى. يتلقّى هيكل الدراجة وزن السائق الراكب على المقعد وينقله إلى الإطارات.
إنّ التصميم الشائع لهيكل الدراجة الهوائية في العصر الحالي هو للدراجة القائمة، والتي تسمّى دراجة السلامة، وذلك على خلاف تصميم الدراجة المرتفعة، والذي كان سائداً حتى أوائل القرن العشرين. يكون تصميم هيكل الدراجة الهوائية غالباً عبارة عن مثلث أساسي مرتبط بمثلث خلفي، ويعرف هذا التصميم أيضاً باسم «هيكل الماسة»
ينبغي أن يكون هيكل الدراجة الهوائية قوياً ومتيناً، بالإضافة إلى كونه خفيفاً، ويحصل على ذلك من عدّة مواد متوفرة. استعمل البيريليوم، في السابق وبشكل محدود، في صناعة هياكل الدرّاجات الهوائيّة، إلا أنّ ارتفاع سعرها حدّ من انتشارها.